# سمير معروف
سمير معروف (مواليد 2 يناير 2001) هو لاعب كرة قدم محترف يلعب كجناح لنادي إيتان السويدي لوندز بي كيه [الإنجليزية]
. ولد في السويد ويمثل المنتخب الوطني الفلسطيني.

## المسيرة
سمير هو أحد خريجي أكاديمية بالتوربس إف إف [الإنجليزية]
 وغايس، قبل أن ينتقل إلى أكاديمية نادي هكن في عام 2017. في 18 نوفمبر 2020، تمت ترقيته إلى الفريق الأول لنادي نادي هكن بتوقيع عقد لمدة عام واحد. لعب أول مباراة له على المستوى الاحترافي مع فريق نادي هكن في فوز كأس السويد 2–0 على دلكورد في 21 فبراير 2021. بعد لعب مباراتين في الدوري السويدي الممتاز في أوائل عام 2021، انتقل إلى نادي فاسالوندس في الدوري السويدي الممتاز على سبيل الإعارة لبقية الموسم. وبالعودة إلى هاكن، مدد عقده لمدة عام آخر في 3 يناير 2022.
في 22 يونيو 2022، انتقل سمير إلى نادي إسكيلستونا، ووقع عقدًا لمدة 3.5 سنوات.

## المسيرة الدولية
ولد سمير في السويد، وهو من أصل فلسطيني. شارك لأول مرة مع المنتخب الفلسطيني في مباراة ودية انتهت بفوز فلسطين 2–1 على البحرين في 25 مارس 2023.

## وصلات خارجية
- سمير معروف على موقع اتحاد السويد (السويدية)
- سمير معروف على موقع قاعدة بيانات كرة القدم.إي يو (الإنجليزية)
- سمير معروف على موقع Soccerway.com (الإنجليزية)
- سمير معروف على موقع عالم كرة القدم.نت (الإنجليزية)
- سمير معروف  على سكروي
- سمير معروف على موقع الاتحاد السويدي (بالسويدية)